# كلورات الزنك
كلورات الزنك هو مركب كيميائي لاعضوي صيغته Zn(ClO3)2، ويوجد على هيئة صلب ذي لون أبيض إلى أصفر.

## التحضير
يحضر هذا المركب من تفاعل كبريتات الزنك مع كلورات الباريوم، حيث يترسب كبريتات الباريوم ويبقى مركب كلورات الزنك في المحلول:
{\displaystyle \mathrm {ZnSO_{4}+Ba(ClO_{3})_{2}\longrightarrow Zn(ClO_{3})_{2}+BaSO_{4}} }

## الخواص
يوجد المركب في الشروط القياسية على هيئة صلب أبيض إلى أصفر، وهو قابل للاسترطاب؛ كما ينحل بشكل جيد في الماء.